# دیمیتری اوفچاروف
دیمیتری اوفچاروف (روسی: Дмитрий Овчаров؛ زادهٔ ۲ سپتامبر ۱۹۸۸) یک بازیکن تنیس روی میز اهل آلمان است.
وی همچنین برنده جوایزی همچون برگ بوی نقره‌ای شده است.
وی در مسابقات کشوری و بین‌المللی در مجموع برنده ۹ مدال طلا، ۶ مدال نقره، ۸ مدال برنز شده‌است.